# Alirajpur (distrikt)
Alirajpur är ett distrikt i Indien.   Det ligger i delstaten Madhya Pradesh, i den centrala delen av landet, 800 km söder om huvudstaden New Delhi.